# Bomberman Hardball
Bomberman Hardball (Bomberman Battles au Japon) est un jeu vidéo sorti uniquement sur PlayStation 2 en 2004 au Japon et en 2005 en Europe et aux États-Unis. Il est édité par Ubisoft et développé par Hudson Soft.

## Système de jeu
En plus de proposer un mode reprenant le principe des Bomberman classiques, le jeu est composé de trois sports différents dans lesquels les joueurs contrôlent chacun un Bomberman. Les sports jouables dans le jeu sont le golf, le tennis et le baseball.